# Sukkwan Island
Sukkwan Island is een eiland in de Alexanderarchipel in de Alaska Panhandle in het zuidoosten van Alaska in de Verenigde Staten.

## Geografie
Het eiland heeft een oppervlakte van 166,9 vierkante kilometer en bij de volkstelling van 2000 werd een bevolking van negen personen gemeld. Het eiland ligt net voor de zuidwestkust van het Prins van Waleseiland. Ten westen ervan ligt Dall Island en ten zuiden ervan ligt Long Island. De dichtstbijzijnde stad is Hydaburg dat ten noorden ervan op Prins van Waleseiland ligt, ten noorden van de Sukkwan Strait. Ten westen en zuidwesten van het eiland ligt de Tlevak Strait en ten (zuid)oosten Cordova Bay, ten oosten de Hetta Inlet.
Sukkwan Island is waar de gelijknamige novelle van David Vann zich afspeelt.